# Elisenda Queralt Monsó
Elisenda Queralt Monsó (Barcelona, 1971) és llicenciada en filologia anglesa, fa cursos d'escriptura i ha publicat una vintena de llibres.

## Obres[2]
- Mini Cuentos. ISBN 978-84-9780-287-1
- Mama, de quins colors son els petons. [[ISBN|ISBN 978-84-9780-177-5]]
- Cuentos contados.1. ISBN 978-84-9780-267-3
- Cuentos animados.1. ISBN 978-84-9780-422-6
- La maquina de cosquillas.ISBN 978-84-246-5277-7
- Cuca la oruga.ISBN 978-84-615-4343-4
- La màquina de pesigolles.ISBN 978-84-246-5161-9
- Fun Time!, story!, Educació Infaltil. Guia Didàctica. Teacher's Book. ISBN 978-84-218-2833-5